# Alexis Bravmann Schmidt
Alexis Bravmann Schmidt (als Autorenname meist lediglich Alexis Schmidt, vereinzelt auch missverstanden als Doppelname Bravmann-Schmidt; * 5. Juli 1818 in Langensalza; † 12. März 1903 in  Friedenau bei Berlin) war ein deutscher Journalist und Philosoph sowie Ordensmeister des  Freimaurerordens.

## Leben

### Beruf
Schmidt, Sohn eines Oberlehrers und Professors, ging nach dem Besuch des Gymnasiums in Erfurt im Jahr 1836 nach Berlin, um an der dortigen  Königlichen Universität  die Fächer Theologie, Philologie, Geschichte und Philosophie zu studieren. Er wurde am 7. März 1840 an der Universität Jena zum Dr. phil. promoviert, und er bestand beide theologische Examen mit Auszeichnung. Im Anschluss betätigte er sich als wissenschaftlicher Schriftsteller, der sich mit philosophischen Fragestellungen auseinandersetzte, aber auch als Briefautor in zeitgenössische politisch-weltanschauliche und handelspolitische Debatten eingriff. Besondere Aufmerksamkeit erregte seine Schrift Beleuchtung der neuen Schellingschen Lehre von Seiten der Philosophie und Theologie, in der er sich als entschiedener Anhänger der Philosophie Hegels gegen Schelling und seine Anhänger positionierte.
Im Jahre 1849 wurde ihm die Chefredaktion der Berlinischen Nachrichten von Staats- und gelehrten Sachen, allgemein bekannt als  Spenersche Zeitung, übertragen, die er in drei Jahrzehnten bis zum Übergang der Zeitung in andere verlegerische Hände im Jahr 1872 innehatte. Während dieser Zeit erwarb er sich ein hohes Ansehen und breite Bekanntheit. Er gehörte zu den Mitgründern des Vereins Berliner Presse,  einem Vorgänger des Berliner Presse Clubs, und war dessen erster Vorsitzender.
Nach dem Ausscheiden aus der unmittelbaren journalistischen Tätigkeit trat er weiterhin als philosophischer Autor und Kommentator wirtschaftspolitischer Entwicklungen in Erscheinung.

### Freimaurerei
Alexis Bravmann Schmidt ist 1854 in die Freimaurerei aufgenommen worden. Ab 1855 gehörte er der Johannisloge Zu den drei goldenen Schlüsseln und der Andreasloge Indissolublilis in Berlin an; 1872 wurde er vorsitzender Meister beider Logen. 1870 berief ihn Kronprinz Friedrich Wilhelm von Preußen als Ordensmeister der Großen Landesloge der Freimaurer von Deutschland in den Ordensrat. Schmidt wurde Oberster Architekt des Ordens und nach Kronprinz Friedrich Wilhelm und dessen Nachfolgern Caesar Carl Ludwig von Dachroeden (1874–1877) und Gustav von Ziegler (1877–1882) im Jahr 1882 selbst Ordensmeister. Prinz Friedrich Leopold von Preußen wurde 1895 Schmidts Nachfolger in dieser Funktion.
Schmidt war Ehrenmitglied der Provinzialloge der Freimaurer in Kristianstad in Schweden. Am 13. März 1894 wurde er zum Ritter des schwedischen Ordens Karls XIII. geschlagen, der Freimaurern vorbehalten ist.

## Sonstiges
Alexis Bravmann Schmidt war verheiratet mit einer Tochter des Apothekers Blell in Berlin. Sein Grab befindet sich auf dem Alten St.-Matthäus-Kirchhof in Berlin-Schöneberg.
Er war Mitglied der 1891 durch den Geheimen Archivrat Ludwig Keller gegründeten Comenius-Gesellschaft zur Pflege der Wissenschaft und der Volksbildung.

## Schriften (Auswahl)
- Alexis Schmidt: Beleuchtung der neuen Schellingschen Lehre von Seiten der Philosophie und Theologie. Nebst Darstellung und Kritik der früheren Schellingschen Philosophie und seiner Apologie der Metaphysik, insbesondere der Hegelschen gegen Schelling und Trendelenburg. Scherk Athenaeum, Berlin 1843.